# Vals elfenschermpje
Het vals elfenschermpje (Mycena pearsoniana) is een schimmel behorend tot de familie Mycenaceae. Hij leeft saprotroof op bladstrooisel, vooral in elzenbroekbossen en loofbossen op vochtige, voedselrijke bodem. Hij is ook gemeld uit loofbossen en gemengde bossen op arme bodem en komt zelden voor onder sparren (Picea). Het produceert vruchtlichamen van zomer tot herfst.

## Kenmerken

### Uiterlijke kenmerken
Hoed
De hoed heeft een diameter van 5 tot 20 mm. Aanvankelijk halfrond tot klokvormig of parabolisch, wordt vlakker naarmate de leeftijd vordert, wordt plano-convex of licht concaaf, min of meer radiaal gestreept, doorschijnend, variabel van kleur, aanvankelijk zeer donker, paarsbruin tot rozeachtig, daarna wordt bleek, dadelbruin of geelbruin met een lila of roze tint, of geheel roze met een eenkleurige of lichtere rand. Het is hygrofaan.
Lamellen
De lamellen zijn Aanvankelijk grijspaars, geleidelijk bruiner wordend met een lichte lila tint. De lamelsnede heeft dezelfde kleur. In totaal bereiken 18 tot 31 lamellen de steel.
Steel
De steel heeft een lengte van 25 tot 65 mm en een dikte van 1 tot 2,5 mm. De kleur is aanvankelijk vrij donkerpaars met een lichte bruinachtige tint, later tamelijk bleek lilabruin tot bleek vleeskleurig. De steelvoet is dun bedekt met lange, dikke, witachtige vezels.
Geur en smaak
Het vlees is fragiel, waterig. De kleur is violet wat langzaam in de loop der tijd verdwijnt. De geur en smaak is raphanoïde (radijs).

### Microscopische kenmerken
De basidia zijn knotsvormig, 4 sporig en meten 22–27 × 6,5–7 µm. De sporen zijn kegelvormig, niet-amyloïde en meten 6–9 × 3,5–4,5 µm, Qav=1,6. De cheilocystidia vormen een steriele laag, knotsvormig, cilindrisch tot halfspoelvormig, glad, met stompe toppen en meten  30–80 × 6–12,5 µm. De pleurocystidia zijn afwezig. Dextrinoïde plaque trama. De epidermis van de kap bestaat uit hyfen met een breedte van 1,5-4,5 µm. Hyfen van de corticale laag van de steel zijn 2–3,5 µm breed. De caulocystidia zijn knotsvormig tot spoelvormig, glad en meten 27–62 × 6–12,5 µm. gespen zijn aanwezig in alle weefsels.

## Verspreiding
De meeste vindplaatsen van de bruinpaarse paddenstoel komen voor in Europa, maar ze komen ook voor in Noord- en Zuid-Amerika, Azië en Afrika. In Nederland komt het vals elfenschermpje vrij algemeen voor.